# Sandy Hook (mierzeja)

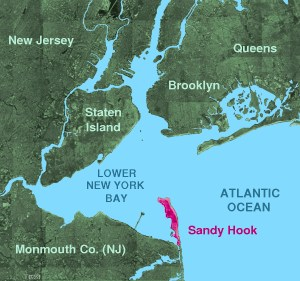
Sandy Hook na mapie Zatoki Nowojorskiej

Sandy Hook to piaszczysta kosa u wybrzeża Atlantyku, około 9700 m długości i od 150 do 1600 m szerokości w granicach township o nazwie Middletown w hrabstwie Monmouth w stanie New Jersey w Stanach Zjednoczonych. Łacha ogranicza od południa dostęp do Zatoki Nowojorskiej. Nazwa wywodzi się z niderlandzkiego "Sant Hoek" co można tłumaczyć jako "piaszczysty cypel" lub "przylądek".

## Opis
Sandy Hook jest przedłużeniem mierzei i łańcucha wysp barierowych rozciągającego się wzdłuż wybrzeży New Jersey i osłaniającego estuarium potoku Shrewsbury. Została odkryta przez Henry'ego Hudsona i w czasach historycznych była wykorzystywana jako kotwicowisko przed podjęciem przez statki żaglowe drogi w głąb zatoki i w górę rzeki Hudsona.

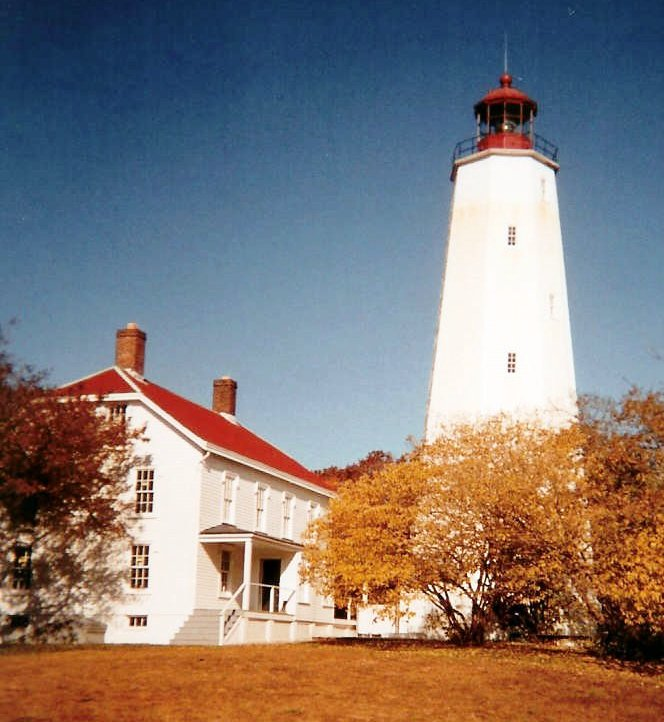
Latarnia morska Sandy Hook

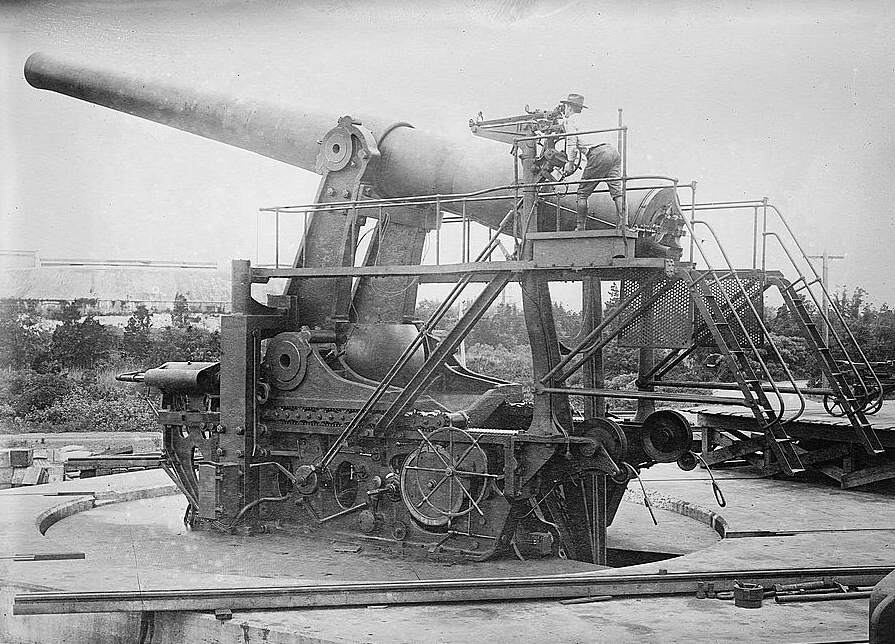
Jedno z dział Baterii Sandy Hook

Sandy Hook jest własnością władz federalnych. W większości zarządzana jest przez National Park Service. Wschodnie (atlantyckie) wybrzeże zajmują popularne plaże publiczne: North Beach, Gunnison Beach i South Beach. Plaże te uważane są za jedne z najlepszych w New Jersey i w sezonie odwiedzane przez licznych amatorów kąpieli słonecznych z Nowego Jorku i Jersey City. Gunnison Beach jest jedną z największych plaż naturystycznych na wschodnim wybrzeżu Stanów Zjednoczonych.
Nieużywana w obecnych czasach struktura obronna US Army, Fort Hancock na północnym krańcu półwyspu, została udostępniona dla zwiedzających. Położony w pobliżu poligon wojskowy był używany przez wiele lat – od roku 1874 aż do 1919, kiedy to wszystkie instalacje wojskowe zostały przeniesione do Aberdeen w stanie Maryland – a w latach zimnej wojny znajdowały się tu wyrzutnie rakiet przeciwlotniczch Nike-Hercules. Baterie na Sandy Hook znajdują się w fatalnym stanie technicznych, w związku z czym nie są dostępne dla publiczności. Wyjątek stanowi 2-działowa Bateria Gunnison, której 152-milimetrowe armaty M-1900 zostały pieczołowicie zrekonstruowane przez miłośników dawnej broni i ponownie umieszczone na swych stanowiskach w roku 1976. Z przewodnikiem można też zwiedzać wyrzutnię rakiet Nike, jedną z takich rakiet i skomputeryzowaną stację radarową z lat sześćdziesiątych XX wieku.
Latarnia morska Sandy Hook również wznosi się na terenie fortu, podobnie jak Marine Academy of Science and Technology (MAST), specjalna szkoła średnia należąca do okręgu szkolnego hrabstwa Monmouth. U wejścia do Fortu Hancock znajduje się Guardian Park, placyk przyozdobiony dwiema kolejnymi rakietami Nike. Część zabudowań fortu jest niedostępna dla publiczności, ze względu na ich stan techniczny. Niedawno władze uznały za możliwą adaptację niektórych budowli przez prywatnego użytkownika, jednak potencjalny developer nie zgromadził wystarczających funduszy na adaptację i jego oferta została odrzucona.
Na północ od Fortu Hancock mieści się strażnica United States Coast Guard. Obszar ten znajduje się pod zarządem Departamentu Bezpieczeństwa Krajowego, a wstęp tam jest wzbroniony dla publiczności.

## Turystyka i wypoczynek

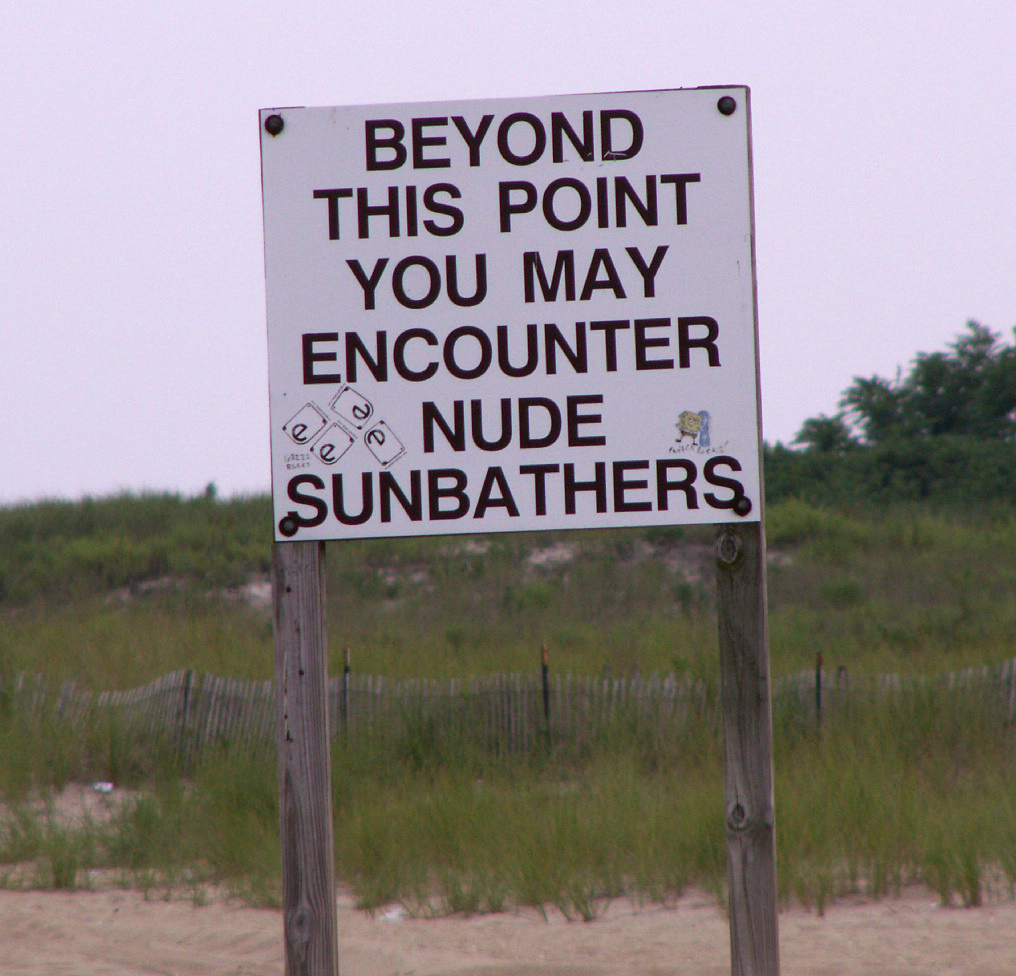
Gunnison Beach jest plażą naturystyczną

Atlantyckie plaże półwyspu Sandy Hook – North Beach, Gunnison Beach i South Beach – posiadają parkingi dla samochodów, służby ratownicze, toalety oraz stanowiska z napojami i przekąskami; zwierzęta wolno wprowadzać na plaże dopiero po Święcie Pracy (Labor Day) przypadającym w pierwszy poniedziałek września. Plaża Gunnison jest plażą otwartą dla naturystów. Inaczej jest na zachodnich wybrzeżach kosy, gdzie nie ma ratowników ani sanitariatów. Te obszerne tereny są ulubionym miejscem rowerzystów, miłośników latawców psów, które wolno prowadzać na smyczy.
Na Sandy Hook można zatrzymać się na dłużej, bowiem hotele i motele, jak "Sandy Hook Cottage", "Seascape Manor", "Grand Lady by the Sea", czy "Nauvoo at Sandy Hook", wszystkie mieszczące się w Highlands, oferują noclegi ze śniadaniem. Posiłki można też spożywać w "Sea Gulls' Nest Deck Restaurant", "Bahr's Landing", "Moby's Restaurant" i "Something Fishy", również zlokalizowane poza parkiem.
Z większych imprez należy wymienić Sandy Hook All Woman Lifeguard Tournament (konkurs ratownictwa kobiecego), rozgrywany tradycyjnie w lipcu. Dla miłośników wędkowania i wiosłowania dostępne są stanowiska wynajmu łodzi, a dla zwolenników czynnego wypoczynku szlaki rowerowe i piesze. Na Szlaku Henry'ego Hudsona, którego długość wynosi 14 km, a który biegnie z Aberdeen do Highlands, można uprawiać jazdę konną, a w zimie biegi narciarskie; jest on także latem dostępny dla wózków inwalidzkich.

## Dojazd
Jedyna droga lądowa, jaką można dostać się na Sandy Hook jest droga stanowa nr 36. Droga ta łączy biegnącą z Jersey City na południe autostradę Garden State Parkway (zjazdy 105 i 117) z miejscowością Sea Bright, gdzie znajduje się most nad potokiem Shrewsbury, a po jego drugiej stronie miejscowość Highlands i wejście na Sandy Hook. Drodze towarzyszą równoległe ścieżki rowerowe.
Latem można skorzystać z promów linii SeaStreak i American Princess Cruises, które zapewniają połączenie Sandy Hook z Manhattanu.